# Philadelphia (chanson)
Pour les articles homonymes, voir Philadelphie (homonymie).
Philadelphia est une chanson écrite, composée et interprété par Neil Young. Elle est issue de la bande originale du film Philadelphia (1993).
Nommée à l'Oscar de la meilleure chanson originale de la 66e cérémonie des Oscars (1995), la chanson perd face à Streets of Philadelphia de Bruce Springsteen qui est une autre chanson issue de la bande originale du film Philadelphia.
Neil Young a donné la plupart des bénéfices de cette chanson à des organisations caritatives et de recherche sur le Sida.